# Дванаест традиционалних јела за Вигилију
Вечера за Вигилију (Бадње вече) од дванаест јела традиционално се припрема у знак сјећања на дванаесторо Исусових ученика у културама средње, сјеверне и источне Европе, посебно онима које су раније биле дио Пољско-литванске заједнице и сусједних земаља. Традиција се посебно његује у данашњој Пољској и пољској дијаспори, гдје се понекад служи тринаест јела без меса на Вигилију (Бадње вече).

## Објашњење
Традиција налаже да се током пољског Бадњег вечера служи 12 традиционалних јела. Овај број је симбол богатства, 12 апостола и представља 12 мјесеци у години. Али у прошлости, вечера се састојала од непарног броја јела.
По једном предању, на божићној трпези требало би да буде непаран број јела, што би било у супротности са обичајем по коме је број дванаест симбол.
Александер Брукнер је у свом Етимолошком рјечнику пољског језика (Słownik etymologiczny języka polskiego (1926–1927)) написао да се сељачка вечера састојала од пет или седам јела. Имућнији људи, односно представници племства, припремали су девет јела за празничну трпезу, а аристократе једанаест. Седам је симбол дана у недељи, а девет представља број анђеоских хорова. Испоставило се да је број дванаест изузетак од правила, али је његова симболика подједнако важна - односи се на дванаест апостола.

## Опис обичаја
Конкретна јела могу се разликовати од земље до земље, од регије до регије али многа од њих су универзална. Због поста за вријеме вечере није дозвољено месо. 
У Пољској, Вигилија вечера почиње јелом супе, традиционално супе од печурака или боршча. Ритуал за католике и православне хришћане у Украјини је да почну са кутјом. Кутиа, маково млеко (aguonų pienas) заједно са ''kūčiukai'' се послужују као десерт и чине значајан део јеловника литванског бадњака. Мак се широко користи за јела за Вигилију, јер симболизује обиље и благостање. 

##### Пољска
У Пољској се традиционално вјеровало да је сјеме мака, познато по својој снази успављивања, могло бити од помоћи на путу у загробни живот или као посластица душама које долазе на земљу. Мед, производ који производе пчеле, које многи сматрају светим створењима, приношен је на поклон душама преминулих.

##### Украјина
У Украјини се вјеровало да вареники, који су такође симбол благостања, са пуњењем од мака када се служе у украјинској Светој вечери имају најмагичнији потенцијал да донесу благостање и плодност сељанима.

##### Литванија
Што се тиче рибљих јела, то су обично харинга, шаран или штука. У Литванији су јела од харинге (литв. silkė) популарна и разноврсна. Обично се на Бадње вече служе silkė su morkomis (харинга са шаргарепом) или silkė su grybais (харинга са печуркама).

## Традиционална јела за Вигилију
У зависности од региона и породичне традиције, сет јела за Вигилију варира, али традиционално на бадњачкој трпези треба да буду сви плодови земље, а требало би да буде дванаест јела. Требало би да пробате сваки од њих да бисте обезбедили срећу током цијеле године.
Најтипичнија јела за Вигилију су: 

#### Црвени боршч
Црвени боршч са кнедлама (uszka) пуњеним печуркама (у неким регионима Пољске се уместо тога сервира бела журек супа, супа од печурака, воћна супа или рибља чорба, (у Шлеској је традиционално јело Siemieniotka), чиме се започиње гозба. Алтернатива за вегане је супа од бадема.
Печурке, посебно сушене или киселе, такође су један од главних састојака који се користе у јелима за Бадње вече. 

#### Риба
Риба, припремљеном на различите начине, са најтрадиционалнијим прженим шараном и у желеу, аспику, друге варијације су гефилте рибе (шаран у јеврејском стилу), слатког са луком, шаргарепом, бадемима и сувим грожђем. Риба је главно јело за Вигилију широм Пољске, једе се бар двије опције током гозбе. Главна риба се послужује топла. 

#### Харинга
Харинга ролмопс је посебно популарна и честа на трпези. Херинга се послужује хладна, често у комбинацији са јајима, киселим млијеком.

#### Јела од купуса
Прилог главном јелу су разне опције јела од купуса, куваног црвеног или киселог купуса са салатом од јабука, пуњени купус са печуркама и пиринчем (пољски језик Gołąbki), пирјани кисели купус са пасуљом и слично, јела од куваног кромпира (Kluski Śląskie). Кисели купус (Polish: kiszona kapusta, Ukrainian: кисла капуста; kisla kapústa) са дивљим печуркама или грашком, црвеним боршчом, печуркама или рибљим чорбама се служе у Пољској и западној Украјини.

#### Хљеб чалка
Хљеб који се служи током гозбе је обично чалка, обично везано за обичаје Јевреја Ашкеназија.
Chałka, chała у пољској кухињи, слатко, у јеврејској кухињи само благо слано, паперјаст, квасни пшенични хљеб у облику плетенице. Можете пронаћи и пециво у облику ролни или оклагије затворене у круг.
Халка се понекад назива и платинка или лутка (у Подхалу). То је ритуална врста хљеба за Јевреје, посебно за Ашкеназе, који га обично једу током Шабата и празника. Његово име потиче од хебрејског "חלה" (chala).

#### Слаткиши
Бабка (сладак хлеб), Посебна врста је и Toruńskie pierniki (медењак),

#### Јела са маком
Ролада са маковим семенкама (пољски језик makowiec).

#### Пироге
Пироге (кнедле), пуњене сиром (руске), кромпиром, печуркама или купусом.

#### Кутја
Кутја, важно јело, слично кољиву. То је мешавина куваних, непрерађених зрна пшенице, куваног мака, меда, сушеног или кандираног воћа натопљеног малом количином порто или црног вина и разних орашастих плодова и семенки – најчешће бадема, зрна сунцокрета или ораха. У прошлости, кутија није имала само кулинарску улогу, већ је била повезана и са верским веровањима. Једе се само током Вигилије и то на почетку и на крају гозбе.

#### Традиционално пиће
Што се тиче пића, уобичајени су компот од традиционалног сушеног воћа или кисиел од бруснице..

#### Колач од сира
Пољски колач од сира (Sernik), али и разни други слаткиши укључујући јестиве божићне украсе

#### Руска салата
Руска салата је веома популарна и на трпези се налази током читаве године.
У другој половини 19. вијека, Марија Марчишевска је направила листу класичних јела за Бадње вече у Пољској. Било:
- Супа од бадема - служи се са пиринчем и сувим грожђем.
- Друга супа - боршч са кнедлама или рибља чорба са пуњењем.
- Сива штука у квасу са лимуном и сувим грожђем.
- Окуније посути јајима и преливени путером.
- Жута штука, сервирана хладна.
- Хладни шаран, сервиран са браон сосом и сувим грожђем.
- Паштета од рибље јетре (чучерек) у лиснатом тијесту.
- Суве шљиве, трешње и крушке.
- Умјесто хлеба служиле су се штрудле од бадемовог или маковог млијека.[29]

За столом се обично служило вино. У неким кућама умјесто алкохола служила се вода у бочици.

## Галерија
- Боршч са тортелинима, традиционално пољско јело током Вигилије
- Харинга ролмопс, риба која се често послужује током Вигилије, важна као опција за јело које није црвено месо
- Пржени смуђ
- Харинга
- Пасуљ са купусом
- Божићне пржене кнедле са сувим шљивама
- Пуњени купус, сарма
- Јело од пирогија, мака
- Медењаци
- Роланда од макових семенки
- Kutia
- Компот
- Руска салата
- Специјалитет у Шлеској
- Слаткиши за Вигилију
- Пољски колач од сира
- Сушено воће
- Халка, хлеб